# Provinciale weg 638
De provinciale weg 638 (N638) is een provinciale weg in de Nederlandse provincie Noord-Brabant. De weg vormt een verbinding tussen Zundert en Rucphen.
De weg is uitgevoerd als tweestrooks-gebiedsontsluitingsweg met een maximumsnelheid van 60 km/h. In de gemeente Zundert heet de weg Beeklaan en Rucphenseweg. In de gemeente Rucphen draagt de weg de straatnaam Zundertseweg. Deze weg staat bekend als zeer gevaarlijk, maandelijks vallen hier slachtoffers, helaas vaak met dodelijke afloop, door te hard rijden.
Oorspronkelijk was de N638 langer en ging de weg op Belgisch grondgebied verder als N146 richting Meer. Op een onbekend moment is deze weg gemeentelijk geworden, waardoor het niet meer onderdeel is van de N638.
De provincie Noord-Brabant is verantwoordelijk voor het beheer van de gehele provinciale weg.
N62 · N69 · N251 · N252 · N253 · N254 · N255 · N256/A256 · N257 · N258 · N260 · N261 · N262 · N263 · N264 · N266 · N267 · N268 · N269 · N270/A270 · N271 · N272 · N273 · N274 · N275 · N276 · N277 · N278 · N279 · N280 · N281 · N282 · N283 · N284 · N285 · N286 · N287 · N288 · N289 · N290 · N291 · N292 · N293 · N294 · N295 · N296 · N296n · N297 · N298 · N300 · N321 · N322 · N324 · N329 · N389 · N394 · N395 · N396 · N397

N556 · N562 · N564 · N570 · N572 · N590 · N595 · N598 · N601 · N602 · N605 · N607 · N612 · N613 · N615 · N616 · N617 · N618 · N620 · N622 · N625 · N629 · N631 · N632 · N637 · N638 · N639 · N640 · N641 · N651 · N652 · N653 · N654 · N655 · N656 · N658 · N659 · N660 · N661 · N662 · N663 · N664 · N665 · N666 · N667 · N668 · N669 · N670 · N671 · N673 · N674 · N675 · N676 · N682 · N683 · N686 · N689 · N690 · N831 · N843

Voormalige provinciale wegen: N299 · N551 · N552 · N553 · N554 · N555 · N560 · N561 · N563 · N565 · N566 · N567 · N568 · N571 · N574 · N580 · N581 · N582 · N583 · N584 · N585 · N586 · N587 · N588 · N589 · N591 · N592 · N593 · N594 · N596 · N597 · N603 · N604 · N606 · N608 · N610 · N611 · N614 · N619 · N621 · N623 · N624 · N626 · N628 · N630 · N634 · N642 · N657